# Терминаторы
«Термина́торы» (англ. The Terminators) — научно-фантастический фильм компании The Asylum.
Фильм не имеет никакого отношения к оригинальному циклу о терминаторах, он просто паразитирует на названии бренда. Представленный мир существует отдельно, а картина представляет собой малобюджетный фильм ужасов в традициях 90-х. С точки зрения легенды вселенной оригинального цикла о терминаторах фильм можно также считать рассказом о событиях в параллельной реальности.

## Сюжет
Действие фильма разворачивается в неопределённый момент будущего, когда люди научились создавать сильно усовершенствованную робототехнику с мощным искусственным интеллектом. По неизвестным причинам их собственные машины подняли кибернетический мятеж против человечества, переросший в глобальную гражданскую войну между людьми и машинами.
Будучи военными машинами, роботы создают армию несокрушимых киборгов, абсолютно безжалостных и практически неразрушимых, чтобы уничтожить человеческую расу раз и навсегда.

## В ролях
- Джереми Лондон — Курт
- Эй Мартинес — шериф Рид Карпентер
- Лорен Уолш — Хлое
- Стивен Блэкхарт — Логан
- Пол Логан — TR5
- Сара Томко — Пэллас
- Дастин Хэрниш — Бронсон
- Марк Хенгст — Таннер
- Дебра Харрисон-Лоу — Элис
- Наоми Хёртер — Пэйдж
- Клинт Браунинг — Чак
- Моник Ла Барр — инженер
- Дин Крейлинг — Чарли
- Джейсон Грей — Липински
- Джефф Стёрлинг — Фоддер